# Arundinaria simonii
Arundinaria simonii är en gräsart som först beskrevs av Élie Abel Carrière, och fick sitt nu gällande namn av Marie Auguste Rivière och Charles Marie Rivière. Arundinaria simonii ingår i släktet Arundinaria och familjen gräs. Inga underarter finns listade i Catalogue of Life.